# T-18
Il T-18, noto anche come MS-1, è stato un carro armato leggero sovietico ispirato al francese Renault FT, il primo di progettazione nazionale e il primo ad andare incontro a una vasta produzione di serie tra il 1928 e il 1931. Sebbene dimostratosi non all'altezza delle aspettative per la sostanziale obsolescenza dell'architettura e tecnica, il T-18 servì utilmente all'industria sovietica nel padroneggiare le tecnologie necessarie alla costruzione di veicoli corazzati.

## Storia

### Sviluppo
In Unione Sovietica un dipartimento di stato dedito allo sviluppo dei carri armati fu costituito il 6 maggio 1924 che elaborò delle specifiche per un carro dal peso massimo di 3 tonnellate, operabile da un equipaggio composto da 2 persone, con una velocità di 12 chilometri orari, una corazzatura spessa 16 mm e un armamento su cannone da 37 mm; all'inizio del 1925 lo Stato Maggiore dell'Armata Rossa (RKKA) innalzò il peso massimo consentito a 5 tonnellate. Questo stesso organismo concepì durante maggio e giugno del 1926 un programma triennale di produzione di carri armati, basato sull'ipotetica necessità di dover sfondare un fronte lungo 10 chilometri e difeso da due divisioni di fanteria. Ma poiché non esistevano progetti di veicoli corazzati autoctoni, un consiglio speciale formato dall'Alto Comando dell'Armata Rossa, dal GUVP e dall'OAT decise nel mese di settembre di importare alcuni mezzi da combattimento esteri, analizzarli e trarre da quello ritenuto più idoneo ai parametri sovietici un veicolo da produrre in grande serie. Fu il carro armato francese Renault FT ad attrarre maggiormente i membri del consiglio per le sue capacità di supporto alla fanteria; vennero però mosse critiche alla gittata utile del cannone (un Puteaux SA 18 da 37 mm) pari a solo 400 metri, così come non vennero ben viste la modesta velocità e il peso, ritenuto eccessivo per il trasporto tattico su autocarri. I pochi Renault costruiti su licenza furono dunque messi da parte perché poco mobili e oltretutto costosi; venne quindi posto sotto studio l'italiano Fiat 3000, che sebbene derivato dal mezzo francese era meno pesante e più veloce: l'ufficio progettazione dell'OAT analizzò il Fiat con attenzione e a metà del 1926 (basandosi anche sulle precedenti specifiche) poté iniziare i lavori attorno a un carro da 5 tonnellate, diretti da S. Shukalov, i cui disegni furono tradotti in realtà dalle fabbriche Bolshevik di Leningrado che consegnarono il prototipo nel marzo 1927. Denominato T-16, era meno ingombrante, meno pesante, dal prezzo più conveniente e più veloce dei Renault da poco costruiti; tuttavia la meccanica fu giudicata assai migliorabile, perciò il motore fu portato a una potenza di 35 hp, la trasmissione venne ritoccata e fu aggiunta un'ulteriore ruota d'appoggio.

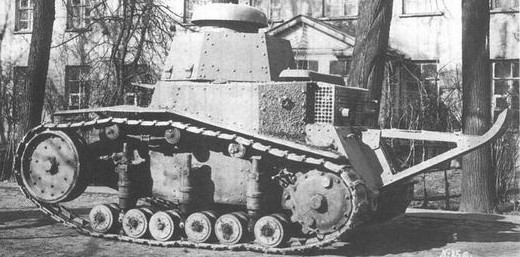
Il prototipo T-16. Si possono notare le sospensioni a cilindro, e la caratteristica coda posteriore

Il secondo modello venne completato nel maggio 1927 e dopo un rapido test in loco venne inviato verso la fine del mese a Mosca, adoperando vari metodi di trasporto (vagoni chiusi o aperti, autocarri, su cingoli), mentre il cannone dovette essere sostituito da un simulacro poiché non ancora pronto. Notare che il carro non era stato dipinto di verde chiaro come il T-16 su espresso ordine dell'OAT, che a seguito del fallimento di questi era incerto sull'adottare o meno il veicolo; perciò il T-18 fu dipinto con una sola mano di marrone chiaro subito prima dei collaudi. Essi si svolsero dall'11 al 17 giugno 1927 sotto gli occhi di una commissione speciale opportunamente riunita, che alla fine del ciclo di prove raccomandò di adottare il carro armato. Il Consiglio Militare Rivoluzionario accettò in servizio il T-18 il 6 luglio: la denominazione ufficiale recitava Maliy Soprovozhdeniya-Perviy, nome che in lingua russa significa "primo piccolo [veicolo per il] supporto" e che venne abbreviato in MS-1. Tale nomenclatura rispondeva al sistema di designazione sovietico dei carri armati tipico della metà degli anni venti, che li suddivideva in "piccoli", "principali" e "manovrabili".
I test comunque ripresero alla fine del 1929, quando il T-18 era già in fase di produzione. Questa volta il blindato rimase bloccato in una trincea larga 2 metri e profonda 1,20 metri senza possibilità di uscirne: il comandante delle forze corazzate della regione di Leningrado S. Kokhansy ordinò dunque di applicare alla parte anteriore del veicolo una seconda coda per ovviare al problema. La modifica riguardò alcuni T-18 che vennero battezzati Nosorog (rinoceronte in russo) e registrarono prestazioni un poco migliori, a discapito però della visibilità del pilota.

### Produzione
Il 1º febbraio 1928 l'Armata Rossa richiese un primo lotto di 108 T-18, dei quali 30 da consegnare prima della fine dell'anno: questi ultimi vennero sponsorizzati dalla OSOAVIAKHIM e furono pronti in tempo per sfilare il 7 novembre 1929 alle parate commemorative della Rivoluzione russa, organizzate a Mosca e a Leningrado. La ditta Bolshevik fu affiancata nella produzione del T-18 dalla fabbrica Motovilikha di Perm', che però per tutto il 1929 non riuscì a lavorare a pieno regime; in quell'anno dunque solo 96 carri armati dei 133 pianificati vennero completati. A partire dalla fine del 1929 la Motovilikha raggiunse i massimi livelli produttivi e insieme alla Bolshevik fabbricò 300 esemplari del T-18 entro la fine del 1930. Le due aziende continuarono a costruire il carro fino a tutto il 1931 e totalizzarono 959 unità. Una seconda fonte afferma che soltanto la Bolshevik si fece carico della produzione del T-18, che durò dal 1928 al 1931 per complessivi 960 veicoli; inoltre indica che la ditta di Leningrado dovette acquistare cuscinetti a sfera per l'anello di rotolamento della torretta e carburatori esteri, poiché nessun impianto sovietico era ancora in grado di produrre i due componenti.

### Impiego operativo
Durante il conflitto Sino-Sovietico del 1929, una compagnia sperimentale equipaggiata con carri T-18 si dispose a difesa della ferrovia transiberiana contro le truppe cinesi. 
Furono rimossi dal servizio attivo nel 1932 e utilizzati per l'addestramento. Alla data dell'inizio dell'Operazione Barbarossa, 160 T-18 furono rimessi in servizio. Un certo numero di T-18 furono modernizzati e dotati di cannone 45 mm; tornarono in servizio con la denominazione di T-18M. Alcuni carri divenuti inservibili furono inseriti in sistemi di fortificazioni ed utilizzati come postazioni di fuoco fisse. Durante gli scontri, i T-18M, ormai ampiamente obsoleti, subirono pesanti perdite. Furono usati per l'ultima volta durante la Battaglia di Mosca nel 1941.

## Tecnica

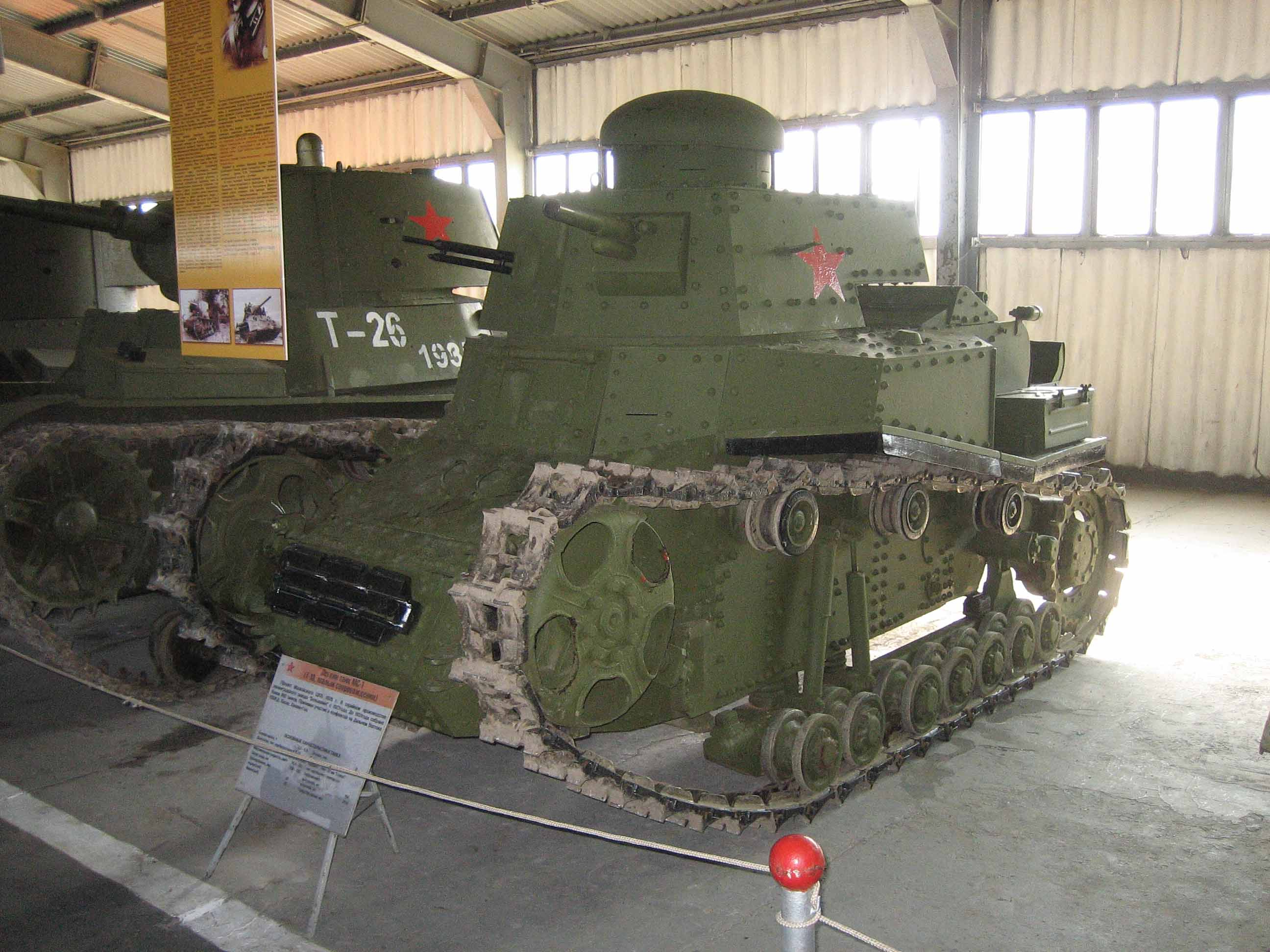
T-18 al museo di Kubinka; modello con la torretta modificata

Il carro armato leggero T-18 era costruito attorno a un telaio di longheroni, cui venivano fissate con rivetti le piastre corazzate, il cui spessore massimo arrivava a 16 mm e il valore minimo a 8 mm; inizialmente le corazze erano a due strati per il cielo e il fondo, tre strati per le pareti, ma in seguito per contenere i costi furono adoperati parti a strato unico. Il fondo dello scafo così ottenuto era provvisto di un portello dal quale gettare via i bossoli dei proietti sparati e per far defluire eventuali infiltrazioni d'acqua: il portello era tenuto chiuso da una leva di disimpegno sganciabile manualmente. Una seconda botola si trovava sotto il motore ma poiché non si rivelò di particolare utilità, l'OAT deliberò il 14 febbraio 1930 la sua eliminazione. Nella sezione centro-anteriore dello scafo (lungo in totale 4,38 metri) si trovava il compartimento di guida cui il pilota, facente funzioni anche di meccanico, accedeva attraverso un portello in tre sezioni: quelle laterali si aprivano sulla sinistra e sulla destra ed erano vincolate a cardini a paletto che ne limitavano l'apertura; quella superiore si apriva verso l'alto e una volta sollevata veniva agganciata a un apposito fermo. In questo pannello era stato ricavato a destra un'aletta per montarvi un periscopio monoculare da osservazione con vetro rinforzato; nella porzione sinistra era disponibile una stretta feritoia orizzontale, che in caso di fuoco esterno poteva essere chiusa da una piastra corazzata a scorrimento, fornita di due piccole aperture sagomate a croce; comunque era possibile chiudere del tutto la feritoia se necessario. Ai lati della prua dello scafo, sotto l'asse delle ruote di rinvio, erano installati dei sostegni a regolare la tensione dei cingoli con l'ausilio di speciali ancoraggi sempre posti ai lati del carro. Sopra al meccanismo di tensionatura sinistro si trovava un faro che in caso di combattimento poteva abbassarsi; nel retro dello scafo, a sinistra oppure in alto a destra sopra la marmitta, era presente un secondo faro dotato di lente rossa.
Il motore era un quattro cilindri raffreddato ad aria; inizialmente da 35 hp (copiato da un motore per camion FIAT) e in seguito da 40 hp, era costruito dalle fabbriche ZIL. Era montato trasversalmente nello scafo per ridurre la lunghezza complessiva del veicolo. Il cannone 37 mm Hotchkiss era una copia modificata del 37 mm Puteaux SA 18 francese. Dal 1928 si adottò il cannone 37 mm PS-1, una variante modernizzata dell'Hotchkiss. Inizialmente la mitragliatrice era una 6.5-mm Fedorov-Ivanov; dal 1930 fu adottata invece la Degtjarëv da 7,62 mm. 
Internamente il carro era suddiviso in tre compartimenti: 
- compartimento di guida;
- compartimento del motore;
- compartimento del capocarro;

Da quest'ultimo il capocarro poteva utilizzare il cannone e la mitragliatrice installate nella torretta ed in esso era immagazzinato il munizionamento. Uno sportello collegava i compartimenti motore e del capocarro, permettendo al personale di accedere al motore rimanendo all'interno del mezzo.
La torretta era inizialmente di forma esagonale, formata da piastre bullonate ed inclinate. La rotazione era azionata manualmente. Lungo il perimetro della torretta erano presenti buchi per la ventilazione, all'occorrenza richiudibili.
Il peso complessivo del carro era di quasi una tonnellata inferiore rispetto al Renault FT. Tuttavia il principale passo avanti rispetto al modello francese furono le nuove sospensioni a cilindro; esse permettevano al carro di muoversi velocemente anche attraverso terreni accidentati.
Nei primi modelli era assente un dispositivo radio per la comunicazione fra carri; questa era quindi svolta tramite bandiere.

## Varianti
- T-18 mod. 1927: modello definitivo con motore 35 hp, cambio a tre marce.
- T-18 mod. 1930: motore da 40 hp; torretta modificata per ospitare un dispositivo radio; cambio a quattro marce, velocità massima aumentata fino a 22 km/h.
- T-20: motore da 60 hp.
- T-23: modello senza torretta e dotato solo di una mitragliatrice. La corazzatura era ridotta e pensata solo per proteggere dalle armi leggere. Il peso era ridotto a 3,5 tonnellate e poteva raggiungere i 35 km/h.
- T-18M: versione modernizzata. Nuovo motore installato in un compartimento ridisegnato; torretta nuovamente modificata; velocità di punta incrementata fino a 24 km/h, alcuni furono dotati di cannone da 45 mm.

Nel 1929 l'Armata Rossa decise di mettere fuori produzione il T-18, poiché considerato obsoleto. Tuttavia, in assenza di mezzi in grado di rimpiazzarlo, fu altresì deciso di continuare la produzione tentando di migliorarne le prestazioni. Una serie di piccole modifiche portarono al T-18 mod.1930. La produzione si interruppe nel 1931, quando il nuovo carro T-26 fu in grado di offrire un degno rimpiazzo.
Un certo numero di esperimenti fu condotto sulla base dei progetti del T-16/T-18; da questi si arrivò, nel 1931, al progetto del carro armato T-19 e del T-24.